# Dividendo de ciudadanía
El dividendo de ciudadanía o ingreso de ciudadanía es una propuesta política basada en el principio de que la naturaleza es propiedad común de todas las personas y no puede privatizarse y apropiarse individualmente.

## Origen del dividendo de ciudadanía
El concepto fue creado por Thomas Paine en su libro Justicia agraria y se considera un antecedente de la renta básica universal.

## Concepto
Mediante la implantación del dividendo de ciudadanía todos los ciudadanos recibirían ingresos regulares (dividendos) del ingreso que tiene el estado por el alquiler, venta o leasing de los recursos naturales para uso privado.
En Estados Unidos, la idea se retrotrae al ensayo de Thomas Paine Justicia agraria, considerada una de las primeras propuestas para la existencia del sistema de Seguridad Social en ese país. Thomas Paine resumía su ensayo: "Los hombres no hicieron la Tierra. Es el valor de las mejoras y no la Tierra en sí misma, lo que es propiedad individual. Cada propietario debe a la comunidad una cantidad de renta por la tierra que lo sostiene económicamente".
Este concepto es una forma de renta básica, donde el dividendo de cada ciudadano depende del valor de los recursos naturales o bienes comunes, como la tierra, el señoreaje, el espectro electro-magnético, el uso industrial del aire (producción de CO{\displaystyle _{2}}), etc.
El estado de Alaska, dispensa un dividendo ciudadano (Alaska Permanent Fund), que sostiene inversiones estatales a partir de los recursos minerales, principalmente petróleo. En 2005, cada ciudadano de Alaska elegible políticamente recibía un cheque por valor de 845,76 dólares.